# W. Edwards Deming
William Edwards Deming, född 14 oktober 1900 i Sioux City, Iowa, död 20 december 1993 i  Washington, D.C., var en amerikansk statistiker och förgrundsgestalt inom kvalitetstekniken. Deming avlade doktorsexamen i fysik och arbetade sedan under 1930-talet tillsammans med bl.a. Walter Shewhart vid Western Electric. Deming är mest känd genom sina insatser för att höja medvetenheten om kvalitet inom japansk industri efter andra världskriget. Han gav i början av 1950-talet ett stort antal kurser i kvalitetstekniska och statistiska metoder för japanska industrimän och ingenjörer, och fick på så vis en avgörande betydelse för den ökande medvetenheten om kvalitet i japanska företag. Som ett erkännande för Demings insatser instiftades i Japan 1951 Demingpriset, ett prestigefyllt pris som ges till företag som lyckats väl med sitt kvalitetsarbete och personer som gjort framstående insatser inom kvalitetsområdet. Demings arbeten är centrala inom total quality management (TQM), på svenska ofta kallat kvalitetsstyrning.
Deming är upphovsman till förbättrings- eller Demingcykeln. Demings fjorton punkter är Edwards Demings egen sammanfattning av de av honom själv utarbetade principerna för ett kontinuerligt och långsiktigt arbete för förbättrad kvalitet och ökad produktivitet.
Här är punkterna kortfattat återgivna på svenska:
1. Skapa ett klimat för långsiktiga beslut och ständig förbättring.
2. Övergå till det nya kvalitetstänkandet.
3. Sluta försöka kontrollera in kvalitet.
4. Minska antalet leverantörer och värdera dem inte enbart efter pris.
5. Förbättra ständigt varje process.
6. Ge alla möjlighet att utvecklas i sitt arbete.
7. Betona ledarskap.
8. Fördriv rädslan.
9. Riv ner barriärerna mellan avdelningarna.
10. Sluta med slogans. Vidta åtgärder istället.
11. Avskaffa ackord.
12. Ta bort hindren för yrkesstolthet.
13. Uppmuntra till utbildning och vidareutveckling.
14. Vidta åtgärder för att få igång förändringsprocessen.